# Scandium-47
Scandium-47 of 47Sc is een radioactieve isotoop van scandium. De isotoop komt van nature uit niet op Aarde voor.

## Radioactief verval
Scandium-47 vervalt door bètaverval tot de stabiele isotoop titanium-47:
{\displaystyle {\ce {{^{47}_{21}Sc}->{^{47}_{22}Ti}+{e^{-}}+{\bar {\nu }}_{e}}}}
De halveringstijd bedraagt bijna 3,5 dagen.
36Sc · 37Sc · 38Sc · 38mSc · 39Sc · 40Sc · 41Sc · 42Sc · 42mSc · 43Sc · 43m1Sc · 43m2Sc · 44Sc · 44m1Sc · 44m2Sc · 44m3Sc · 45Sc · 45mSc · 46Sc · 46m1Sc · 46m2Sc · 47Sc · 47mSc · 48Sc · 49Sc · 50Sc · 50mSc · 51Sc · 52Sc · 53Sc · 54Sc · 54mSc · 55Sc · 56Sc · 57Sc · 58Sc · 59Sc · 60Sc · 61Sc